# Raggamuffin (single)
Raggamuffin is een Engelstalige digital download en single van de Belgische zangeres Selah Sue uit 2010.
Het nummer bereikte als piekpositie een 29 plaats in de ultratop 50 in Vlaanderen, in Wallonië bereikte het de 16de plaats in de Ultratop 40/50, in Frankrijk 18de in de SNEP Top 50 en in Nederland ten slotte de 81ste positie in de Single Top 100.
De single bevatte een remix van het nummer door Sexion d'assaut Hij werd voorafgegaan door een videorelease van het nummer op YouTube op 27 september 2010. Daarnaast verscheen het liedje op de gelijknamige ep en op haar titelloze debuutalbum uit 2010.

## Meewerkende artiesten
- Producer
  - Patrice
- Muzikanten
  - Karel De Backer (drums)
  - Peter Lesage (keyboards)
  - Pieter Van Buyten (basgitaar, gitaar)
  - Sanne Putseys (gitaar, zang)